# Шолтен, Джефф
Джеффри «Джефф» Шолтен (англ. Jeffrey "Jeff" Scholten; род. 3 ноября 1977, Фредериктон) — канадский конькобежец, специализирующийся в шорт-треке. Чемпион мира 2003 года и бронзовый призёр чемпионата мира 1999 года.

## Спортивная карьера
Джефф Шолтен начал заниматься конькобежным спортом в возрасте 5-ти лет. Он дебютировал на национальном уровне в середине 1990-х годов. На Канадских играх в феврале и марте 1995 года 17-летний парень занял 3-е место на дистанции 500 метров и второе место в эстафете. В 1998 году он выиграл титул чемпиона Северной Америки по многоборью, и впервые участвовал в конце января 1999 года на зимней Универсиаде в Попраде.
Там канадец выиграл золотую медаль на дистанции 1000 метров в отсутствие нескольких спортсменов мирового уровня. В финальной гонке на 500 метров итальянец Никола Франческина опередил Шолтена на две десятые секунды. Несмотря на хорошие результаты он был только частью канадской эстафеты в марте на чемпионате мира в Софии, где с Франсуа-Луи Трамбле, Эриком Бедаром, Дерриком Кэмпбеллом и Эндрю Куинном выиграл бронзовую медаль.
Ещё через год, в январе 2000 года, он дебютировал на Кубке мира в Гётеборге, где занял 4-е место на дистанции 1000 метров, 2-е место в беге на 3000 метров и 3-е место в эстафетной гонке. Вскоре на отборочном чемпионате он не прошёл в национальную сборную, но ему дали ещё один шанс на Кубке мира. В Херенвене он выиграл свою первую гонку Кубка мира на дистанции 500 метров. Затем он объяснил : « Я только молился [на последнем круге], чтобы никто не обогнал меня перед линией. Это большая победа, и это показывает, что я могу конкурировать с лучшими.»
В марте 2000 года Шолтен стартовал на Открытом чемпионате Канады в Калгари, и выиграл в гонке преследования 666-метров у Эндрю Куинна соревнование, которое не было олимпийским и не проводилось на международных соревнованиях. Во второй день выиграл в беге на 500 метров с мировым рекордом 41,742 с. На следующий день в беге на 1000 метров установил мировой рекорд во второй раз за два дня. Рекорды были отменены ИСУ, поскольку канадцы не проходили обязательный допинг-контроль после гонок.
Летом 2000 года на конгрессе ИСУ всё же мировые рекорды вернули. В сезоне 2000-01 годов, несмотря на мартовские достижения, Шолтену не удалось попасть в сборную из-за большой конкуренции в команде. В октябре 2001 года на CODA Invitational, открытии сезона канадцев, он снова улучшил свой мировой рекорд на 500 метров, на этот раз до 41,514 секунды. Сразу после того, как он установил мировой рекорд, он заболел железистой лихорадкой Пфайффера. Позже, в отборе на Олимпийские игры 2002 года он получил перелом лодыжки и был вынужден досрочно завершить олимпийский сезон.
В сезоне 2002/03 года Шолтен из-за травм в прошлом сезоне пропустил осенние этапы Кубка мира и вернулся на международный уровень только в феврале 2003 года. Сначала он занял 2-е место в Солт-Лейк-Сити на дистанции 1500 и 1000 метров, следом выиграл на дистанции 500 метров и в общем зачете впервые занял 1-е место, значительно опередив занявшего 2-е место Антона Аполо Оно. Он также выиграл с командой в эстафете.
Неделю спустя на Кубке мира занял 4-е место в беге на 500 метров и 2-е место в эстафете. На чемпионате Канады в начале марта 2003 года Шолтен побил мировой рекорд на 500 метров в раннем раунде, в финале он был дисквалифицирован и занял 5-е место. Он стал первым канадцем, и на сегодняшний день единственным спортсменом, установившим три мировых рекорда на дистанции 500 метров. Кроме того, он был третьим конькобежцем, установившим четыре мировых рекорда в одиночном разряде, и все на Олимпийском овале в Калгари.
В марте на командном чемпионате мира в Софии, выиграл в шести из своих семи стартов, и таким образом способствовал победе канадской команды. Сезон закончился стартом на чемпионате мира в Варшаве, который для него был более значительным. На индивидуальных дистанциях его лучшим результатом было 6-е место в беге на 1000 и 1500 метров, а в эстафете он был качестве запасного бегуна.
В сезоне 2003/04 годов начался для Шолтена без травм, и на Кубке мира в Калгари установил с командой в эстафете свой пятый и последний мировой рекорд, который также был установлен канадской эстафетой двумя годами ранее. На следующих Кубках мира он занял два 2-х места в эстафете и одно в беге на 500 м. На предварительном отборе в сборную ему не удалось попасть в главную команду, и на этом сезон для Шолтена закончился, он потерял место в сборной и не смог стартовать на Кубке мира следующей осенью.
Он не участвовал в соревнованиях до сентября 2005 года, пока не стал участвовать в отборочном чемпионате на олимпиаду в Турине. В полуфинале на дистанции 500 метров Шолтен столкнулся со своим товарищем по команде Франсуа-Луи Трамбле, получив перелом ключицы. На этом соревнования и весь сезон для него закончились. Ситуация была похожа на ту, что была до Олимпийских игр 2002 года, когда после перелома лодыжки он также не поехал на олимпиаду.
Он вернулся на Кубок мира после почти трехлетнего перерыва в декабре 2006 года в Сагенее, заменив своего товарища по команде Матье Тюркотта, который досрочно закончил сезон. На дистанции 500 метров он занял 3-е место. Это был десятый и одновременно последний подиум на Кубке мира. В сентябре 2007 он завершил 12-летнюю карьеру конькобежца в возрасте 30 лет. При этом ему все же удалось одержать победу в своей последней гонке.

## Тренерская карьера
После окончания карьеры в 2008 году Шолтен вместе с Алексом Морицем в течение двух сезонов работал техником в национальной команде Канады. Он был членом вспомогательного персонала команды на Олимпийских играх 2010 года в Ванкувере и является тренером NCCP III уровня. С 2011 года работал помощником главного тренера в женской сборной Канады.

## Награды
- 2000 год — включён в зал Славы конькобежного спорта Канады
- 27 мая 2017 года — включён Спортивный зал Славы Нью-Брансуика[5]